# Truth〜飛べない鳥よ〜
『Truth〜飛べない鳥よ〜』（トゥルース とべないとりよ）は、酒井法子のミニ・アルバム。2015年11月11日発売。

## 収録曲
1. Truth〜飛べない鳥よ〜
作詞:小泉宏孝、作曲・編曲:中崎英也
2. As time goes by
作詞:ヒナタカコ、作曲:酒井ミキオ、編曲:五十嵐宏治
3. レモンの涙
作詞:ヒナタカコ、作曲:酒井ミキオ、編曲:五十嵐宏治
4. グッド・バイ・マイ・ラブ
作詞:なかにし礼、作詞・作曲:平尾昌晃、編曲:五十嵐宏治
  - オリジナル:アン・ルイス（1974年）
5. 碧いうさぎ -2015 ver-
作詞:牧穂エミ、作曲:織田哲郎、編曲:五十嵐宏治